# Miguel Caballero Deloya
Miguel Caballero Deloya (Coatzacoalcos, 19 de junio de 1940) es un botánico mexicano.
En 1966, obtuvo el título de ingeniero agrónomo especialista en bosques, por la Universidad Autónoma Chapingo. Y su M.Sc. por la Universidad Estatal de Carolina del Norte, entre 1964 a 1966, en genética forestal. Y el doctorado por la Universidad Estatal de Colorado, de 1978 a 1981 con la especialidad de Economía Forestal.

## Honores
- Vicepresidente de la Asociación Mexicana de Profesionales Forestales
- Presidente de la Academia Nacional de Ciencias Forestales, A.C. (dos periodos)
- Miembro del Sistema Nacional de Investigadores (1989-1995)
- Académico de Número de la Academia Mexicana de Ingeniería

## Eponimia
- (Asteraceae) Pilosella caballeroi (Mateo) Mateo[1]
- (Solanaceae) Capsicum caballeroi M.Nee[2]